# Aslán Abdulin
Aslán Abdulin –en ruso, Аслан Абдуллин– (26 de julio de 1988) es un deportista ruso que compitió en lucha grecorromana. Ganó una medalla de bronce en el Campeonato Europeo de Lucha de 2012, en la categoría de 60 kg.

## Palmarés internacional
| Campeonato Europeo | Campeonato Europeo | Campeonato Europeo | Campeonato Europeo |
| Año                | Lugar              | Medalla            | Categoría          |
| ------------------ | ------------------ | ------------------ | ------------------ |
| 2012               | Belgrado (Serbia)  | Medalla de bronce  | 60 kg              |